# تان‌آن‌تای
تان‌آن‌تای یا تان‌آن غربی (به لاتین: Xã Tân Ân Tây) یک قصبه در ویتنام است که در استان کاماو واقع شده‌است.